# Terrats
Terrats (em catalão:  Terrats) é uma comuna francesa na região administrativa da Occitânia, no departamento dos Pirenéus Orientais. Estende-se por uma área de 7.32 km², e possui 680 habitantes, segundo o censo de 2018, com uma densidade de 93 hab/km².